# Buna (flod)

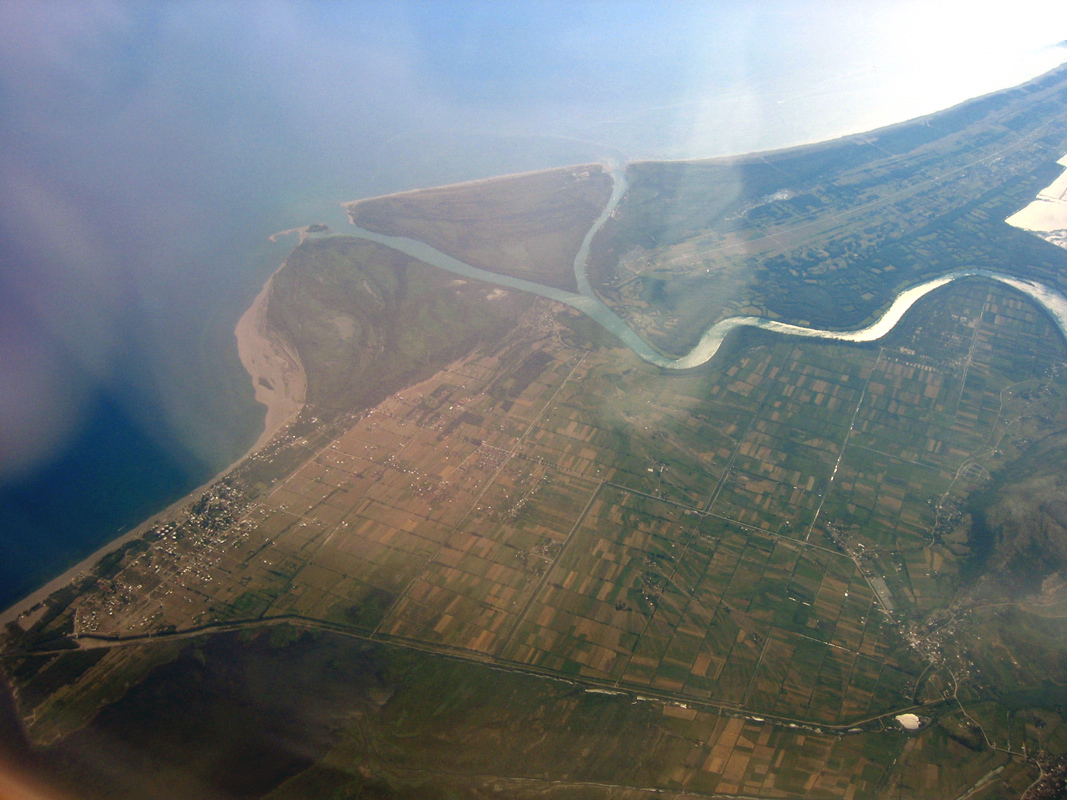
Bunas mynning med ön Ada Bojana och staden Velipoja i söder.

Buna (albanska: Buna eller Bunë; montenegrinska: Бојана, Bojana) är en 41 km lång flod som flyter från Shkodrasjön och har sitt utlopp i Adriatiska havet. Floden utgör i 24 km, gränsen mellan Montenegro och Albanien. Genom den 1858 tillblivna Drinazia står Drini i förbindelse med Buna.